# Богдан Јочић
Богдан Јочић (Београд, 11. јануара 2001) српски је фудбалер који тренутно наступа за Рубин из Казања.

## Каријера
Јочић је прошао све млађе категорије београдске Црвене звезде с којом је у фебруару 2018. потписао трогодишњи професионални уговор. Док је наступао за омладински састав тог клуба, медији су писали о интересовању више европских клубова за његове игре. Почетком лета 2019. године прослеђен је на позајмицу Графичару. Међутим, два месеца касније, остварио је инострани транфер у Верону. Вредност трансфера процењена је на 500 хиљада евра. Јочић је наступао за младу екипу тог инталијанског клуба и неколико пута се нашао у протоколу на утакмицама првог тима. У септембру 2021. године се вратио у Србију, на позајмицу екипи Металца из Горњег Милановца. Наредне календарске године је неколико месеци наступао за Про Верчели, такође као уступљени фудбалер Вероне. Крајем августа 2022. потписао је трогодишњи уговор с Вождовцем. У фебруару 2024. остварио је трансфер у Рубин из Казања с којим је потписао уговор на четири и по године. Према писању медија, Вождовцу је припало обештећење у износу од 400 хиљада евра.

## Репрезентација
Јочић је за репрезентацију Србије дебитовао у узрасту до 14 година старости, када је с том екипом наступио на међународном турниру у Хрватској. Дебитовао је на отварању тог турнира, у победи над селекцијом домаћина. За селекцију до 15 година старости дебитовао је у двомечу са екипом Босне и Херцеговине у мају 2016. Исте године је позван у следећу по реду узрасну категорију. Играо је на контролном сусрету који је ова репрезентација одиграла против селекције Београда и постигао један погодак. У фебруару 2017. је наступио на пријатељском сусрету с одговарајућом репрезентацијом Црне Горе. За кадетску репрезентацију је дебитовао у квалификацијама за Европско првенство, на сусрету с екипом Грчке. Касније је наступио у двомечу с Хрватском у склопу припрема пред наставак квалификационог циклуса. Једини погодак постигао је у поразу од 2 : 1 од селекције Украјине, али је тај сусрет због административног пропуста противничке екипе регистрован у корист Србије службеним резулатом. Тако је Србија уз две победе и реми из групе отишла на завршни турнир. У урасту до 18 година старости дебитовао у двомечу с македонском репрезентацијом. На турниру Грaн Кaнaријa је погађао против екипа Шпаније и Канарских Острва. У омладинску репрезентацију позван је за Меморијални турнир „Стеван Вилотић Ћеле” 2019. године. Наступао је и у квалификацијама за Европско првенство, али је услед пандемије ковида 19 УЕФА отказала завршни турнир. За репрезентацију у узрасту до 20 година старости дебитовао је у минималној победи над Италијом, у септембру 2021.

## Начин игре
Јочић је током омладинског стажа важио за једног од најталентованијих и технички обученијих играча. За разлику од тог периода и стасавања на позицији предњег везног, у екипи Вождовца је добио задатак да повезује линије тима као осмица, што је претходно имао прилике да игра током боравка у Италији. На тај начин је у такмичарској 2023/24. постао један од најутицајнијих појединаца у поставци тренера Марка Савића.

## Статистика

### Клупска
Ажурирано 21. фебруара 2024.
|                                     |          |                      |    |   |   |   |   |   |   |   |    |   |  |  |
| Графичар (позајмица)                | 2019/20. | Прва лига Србије     | 3  | 0 | — | — | — | — | — | — | 3  | 0 |  |  |
|                                     |          |                      |    |   |   |   |   |   |   |   |    |   |  |  |
| Верона                              | 2019/20. | Серија А             | 0  | 0 | 0 | 0 | — | — | — | — | 0  | 0 |  |  |
| Верона                              | 2020/21. | Серија А             | 0  | 0 | 0 | 0 | — | — | — | — | 0  | 0 |  |  |
| Верона                              | Укупно   | Укупно               | 0  | 0 | 0 | 0 | — | — | — | — | 0  | 0 |  |  |
|                                     |          |                      |    |   |   |   |   |   |   |   |    |   |  |  |
| Металац Горњи Милановац (позајмица) | 2021/22. | Суперлига Србије     | 5  | 0 | 1 | 0 | — | — | — | — | 6  | 0 |  |  |
|                                     |          |                      |    |   |   |   |   |   |   |   |    |   |  |  |
| Про Верчели (позајмица)             | 2021/22. | Серија Ц             | 4  | 0 | — | — | — | — | — | — | 4  | 0 |  |  |
|                                     |          |                      |    |   |   |   |   |   |   |   |    |   |  |  |
| Вождовац                            | 2022/23. | Суперлига Србије     | 22 | 1 | 0 | 0 | — | — | — | — | 22 | 1 |  |  |
| Вождовац                            | 2023/24. | Суперлига Србије     | 19 | 3 | 1 | 1 | — | — | — | — | 20 | 4 |  |  |
| Вождовац                            | Укупно   | Укупно               | 41 | 4 | 1 | 1 | — | — | — | — | 42 | 5 |  |  |
|                                     |          |                      |    |   |   |   |   |   |   |   |    |   |  |  |
| Рубин Казањ                         | 2023/24. | Премијер лига Русије | 0  | 0 | — | — | — | — | — | — | 0  | 0 |  |  |
|                                     |          |                      |    |   |   |   |   |   |   |   |    |   |  |  |
| Каријера                            | Каријера | Каријера             | 53 | 4 | 2 | 1 | — | — | — | — | 55 | 5 |  |  |
|                                     |          |                      |    |   |   |   |   |   |   |   |    |   |  |  |

### Утакмице у дресу репрезентације
| Репрезентација Србије у узрасту до 14 година старости | Репрезентација Србије у узрасту до 14 година старости | Репрезентација Србије у узрасту до 14 година старости | Репрезентација Србије у узрасту до 14 година старости | Репрезентација Србије у узрасту до 14 година старости | Репрезентација Србије у узрасту до 14 година старости | Репрезентација Србије у узрасту до 14 година старости | Репрезентација Србије у узрасту до 14 година старости | Репрезентација Србије у узрасту до 14 година старости | Репрезентација Србије у узрасту до 14 година старости |
| #                                                     | Датум                                                 | Такмичење                                             | Локација                                              | Домаћин                                               | Резултат                                              | Гост                                                  | Гол                                                   | Реф.                                                  |                                                       |
| ----------------------------------------------------- | ----------------------------------------------------- | ----------------------------------------------------- | ----------------------------------------------------- | ----------------------------------------------------- | ----------------------------------------------------- | ----------------------------------------------------- | ----------------------------------------------------- | ----------------------------------------------------- | ----------------------------------------------------- |
| 1.                                                    | 13. мај 2015.                                         | Међународни турнир у Хрватској                        | Стадион НК Шпанско, Загреб                            | Хрватска                                              | 1 : 2                                                 | Србија                                                |                                                       | [ 17 ]                                                |                                                       |
| 1                                                     | Укупан број утакмица и постигнутих погодака           | Укупан број утакмица и постигнутих погодака           | Укупан број утакмица и постигнутих погодака           | Укупан број утакмица и постигнутих погодака           | Укупан број утакмица и постигнутих погодака           | Укупан број утакмица и постигнутих погодака           | 0                                                     |                                                       |                                                       |

| Репрезентација Србије у узрасту до 15 година старости | Репрезентација Србије у узрасту до 15 година старости | Репрезентација Србије у узрасту до 15 година старости | Репрезентација Србије у узрасту до 15 година старости | Репрезентација Србије у узрасту до 15 година старости | Репрезентација Србије у узрасту до 15 година старости | Репрезентација Србије у узрасту до 15 година старости | Репрезентација Србије у узрасту до 15 година старости | Репрезентација Србије у узрасту до 15 година старости | Репрезентација Србије у узрасту до 15 година старости |
| #                                                     | Датум                                                 | Такмичење                                             | Локација                                              | Домаћин                                               | Резултат                                              | Гост                                                  | Гол                                                   | Реф.                                                  |                                                       |
| ----------------------------------------------------- | ----------------------------------------------------- | ----------------------------------------------------- | ----------------------------------------------------- | ----------------------------------------------------- | ----------------------------------------------------- | ----------------------------------------------------- | ----------------------------------------------------- | ----------------------------------------------------- | ----------------------------------------------------- |
| 1.                                                    | 17. мај 2016.                                         | Пријатељска утакмица                                  |                                                       | Босна и Херцеговина                                   | 0 : 1                                                 | Србија                                                |                                                       | [ 45 ]                                                |                                                       |
| 2.                                                    | 19. мај 2016.                                         | Пријатељска утакмица                                  |                                                       | Босна и Херцеговина                                   | 0 : 1                                                 | Србија                                                | Гол                                                   | [ 18 ]                                                |                                                       |
| 2                                                     | Укупан број утакмица и постигнутих погодака           | Укупан број утакмица и постигнутих погодака           | Укупан број утакмица и постигнутих погодака           | Укупан број утакмица и постигнутих погодака           | Укупан број утакмица и постигнутих погодака           | Укупан број утакмица и постигнутих погодака           | 1                                                     |                                                       |                                                       |

| Репрезентација Србије у узрасту до 16 година старости | Репрезентација Србије у узрасту до 16 година старости | Репрезентација Србије у узрасту до 16 година старости | Репрезентација Србије у узрасту до 16 година старости | Репрезентација Србије у узрасту до 16 година старости | Репрезентација Србије у узрасту до 16 година старости | Репрезентација Србије у узрасту до 16 година старости | Репрезентација Србије у узрасту до 16 година старости | Репрезентација Србије у узрасту до 16 година старости | Репрезентација Србије у узрасту до 16 година старости |
| #                                                     | Датум                                                 | Такмичење                                             | Локација                                              | Домаћин                                               | Резултат                                              | Гост                                                  | Гол                                                   | Реф.                                                  |                                                       |
| ----------------------------------------------------- | ----------------------------------------------------- | ----------------------------------------------------- | ----------------------------------------------------- | ----------------------------------------------------- | ----------------------------------------------------- | ----------------------------------------------------- | ----------------------------------------------------- | ----------------------------------------------------- | ----------------------------------------------------- |
| 1.                                                    | 26. фебруар 2017.                                     | Пријатељска утакмица                                  | Стадион Доња Сутвара, Радановићи                      | Црна Гора                                             | 0 : 1                                                 | Србија                                                |                                                       | [ 21 ]                                                |                                                       |
| 1                                                     | Укупан број утакмица и постигнутих погодака           | Укупан број утакмица и постигнутих погодака           | Укупан број утакмица и постигнутих погодака           | Укупан број утакмица и постигнутих погодака           | Укупан број утакмица и постигнутих погодака           | Укупан број утакмица и постигнутих погодака           | 0                                                     |                                                       |                                                       |

| Репрезентација Србије у узрасту до 17 година старости | Репрезентација Србије у узрасту до 17 година старости | Репрезентација Србије у узрасту до 17 година старости | Репрезентација Србије у узрасту до 17 година старости | Репрезентација Србије у узрасту до 17 година старости | Репрезентација Србије у узрасту до 17 година старости | Репрезентација Србије у узрасту до 17 година старости | Репрезентација Србије у узрасту до 17 година старости | Репрезентација Србије у узрасту до 17 година старости | Репрезентација Србије у узрасту до 17 година старости |
| #                                                     | Датум                                                 | Такмичење                                             | Локација                                              | Домаћин                                               | Резултат                                              | Гост                                                  | Гол                                                   | Реф.                                                  |                                                       |
| ----------------------------------------------------- | ----------------------------------------------------- | ----------------------------------------------------- | ----------------------------------------------------- | ----------------------------------------------------- | ----------------------------------------------------- | ----------------------------------------------------- | ----------------------------------------------------- | ----------------------------------------------------- | ----------------------------------------------------- |
| 1.                                                    | 24. октобар 2017.                                     | Квалификације за Европско првенство                   | Кућа фудбала, Стара Пазова                            | Србија                                                | 3 : 2                                                 | Грчка                                                 |                                                       | [ 22 ]                                                |                                                       |
| 2.                                                    | 20. фебруар 2018.                                     | Пријатељска утакмица                                  | Кућа фудбала, Стара Пазова                            | Србија                                                | 2 : 0                                                 | Хрватска                                              |                                                       | [ 23 ]                                                |                                                       |
| 3.                                                    | 22. фебруар 2018.                                     | Пријатељска утакмица                                  | Кућа фудбала, Стара Пазова                            | Србија                                                | 1 : 1                                                 | Хрватска                                              |                                                       | [ 46 ]                                                |                                                       |
| 4.                                                    | 21. март 2018.                                        | Квалификације за Европско првенство                   | Стадион Андрув, Оломоуц                               | Србија                                                | 2 : 0                                                 | Чешка                                                 |                                                       | [ 47 ]                                                |                                                       |
| 5.                                                    | 24. март 2018.                                        | Квалификације за Европско првенство                   | Стадион СЦ Простејов, Простјејов                      | Србија                                                | 3 : 0                                                 | Украјина                                              | Гол                                                   | [ 24 ]                                                |                                                       |
| 6.                                                    | 27. март 2018.                                        | Квалификације за Европско првенство                   | Стадион СЦ Простејов, Простјејов                      | Шпанија                                               | 1 : 1                                                 | Србија                                                |                                                       | [ 26 ]                                                |                                                       |
| 7.                                                    | 5. мај 2018.                                          | Европско првенство                                    | Стадион Бартон Албиона, Бартон апон Трент             | Србија                                                | 0 : 1                                                 | Шпанија                                               |                                                       | [ 48 ]                                                |                                                       |
| 8.                                                    | 11. мај 2018.                                         | Европско првенство                                    | Стадион у Лоубороу                                    | Холандија                                             | 2 : 0                                                 | Србија                                                |                                                       | [ 49 ]                                                |                                                       |
| 8                                                     | Укупан број утакмица и постигнутих погодака           | Укупан број утакмица и постигнутих погодака           | Укупан број утакмица и постигнутих погодака           | Укупан број утакмица и постигнутих погодака           | Укупан број утакмица и постигнутих погодака           | Укупан број утакмица и постигнутих погодака           | 1                                                     |                                                       |                                                       |

| Репрезентација Србије у узрасту до 18 година старости | Репрезентација Србије у узрасту до 18 година старости | Репрезентација Србије у узрасту до 18 година старости | Репрезентација Србије у узрасту до 18 година старости | Репрезентација Србије у узрасту до 18 година старости | Репрезентација Србије у узрасту до 18 година старости | Репрезентација Србије у узрасту до 18 година старости | Репрезентација Србије у узрасту до 18 година старости | Репрезентација Србије у узрасту до 18 година старости | Репрезентација Србије у узрасту до 18 година старости |
| #                                                     | Датум                                                 | Такмичење                                             | Локација                                              | Домаћин                                               | Резултат                                              | Гост                                                  | Гол                                                   | Реф.                                                  |                                                       |
| ----------------------------------------------------- | ----------------------------------------------------- | ----------------------------------------------------- | ----------------------------------------------------- | ----------------------------------------------------- | ----------------------------------------------------- | ----------------------------------------------------- | ----------------------------------------------------- | ----------------------------------------------------- | ----------------------------------------------------- |
| 1.                                                    | 15. новембар 2018.                                    | Пријатељска утакмица                                  | Стадион ФК Радник, Сурдулица                          | Србија                                                | 2 : 0                                                 | Северна Македонија                                    |                                                       | [ 27 ]                                                |                                                       |
| 2.                                                    | 18. новембар 2018.                                    | Пријатељска утакмица                                  | Стадион Чаир, Ниш                                     | Србија                                                | 2 : 0                                                 | Северна Македонија                                    |                                                       | [ 28 ]                                                |                                                       |
| 3.                                                    | 5. фебруар 2019.                                      | Турнир Грaн Кaнaријa                                  | Маспаломас, Лас Палмас                                | Шпанија                                               | 3 : 1                                                 | Србија                                                | Гол                                                   | [ 29 ]                                                |                                                       |
| 4.                                                    | 6. фебруар 2019.                                      | Турнир Грaн Кaнaријa                                  | Маспаломас, Лас Палмас                                | Јапан                                                 | 6 : 0                                                 | Србија                                                |                                                       | [ 50 ]                                                |                                                       |
| 5.                                                    | 8. фебруар 2019.                                      | Турнир Грaн Кaнaријa                                  | Маспаломас, Лас Палмас                                | Канарска Острва                                       | 1 : 3                                                 | Србија                                                | Гол                                                   | [ 30 ]                                                |                                                       |
| 6.                                                    | 13. јун 2019.                                         | Пријатељска утакмица                                  | Национални фудбалски центар Брдо, Брдо код Крања      | Словенија                                             | 0 : 0                                                 | Србија                                                |                                                       | [ 51 ]                                                |                                                       |
| 6                                                     | Укупан број утакмица и минута проведених на терену    | Укупан број утакмица и минута проведених на терену    | Укупан број утакмица и минута проведених на терену    | Укупан број утакмица и минута проведених на терену    | Укупан број утакмица и минута проведених на терену    | Укупан број утакмица и минута проведених на терену    | 2                                                     |                                                       |                                                       |

| Репрезентација Србије у узрасту до 19 година старости | Репрезентација Србије у узрасту до 19 година старости | Репрезентација Србије у узрасту до 19 година старости | Репрезентација Србије у узрасту до 19 година старости | Репрезентација Србије у узрасту до 19 година старости | Репрезентација Србије у узрасту до 19 година старости | Репрезентација Србије у узрасту до 19 година старости | Репрезентација Србије у узрасту до 19 година старости | Репрезентација Србије у узрасту до 19 година старости | Репрезентација Србије у узрасту до 19 година старости |
| #                                                     | Датум                                                 | Такмичење                                             | Локација                                              | Домаћин                                               | Резултат                                              | Гост                                                  | Гол                                                   | Реф.                                                  |                                                       |
| ----------------------------------------------------- | ----------------------------------------------------- | ----------------------------------------------------- | ----------------------------------------------------- | ----------------------------------------------------- | ----------------------------------------------------- | ----------------------------------------------------- | ----------------------------------------------------- | ----------------------------------------------------- | ----------------------------------------------------- |
| 1.                                                    | 6. септембар 2019.                                    | Меморијални турнир „Стеван Вилотић Ћеле”              | Градски стадион, Суботица                             | Србија                                                | 3 : 0                                                 | Израел                                                |                                                       | [ 52 ]                                                |                                                       |
| 2.                                                    | 8. септембар 2019.                                    | Меморијални турнир „Стеван Вилотић Ћеле”              | Градски стадион, Сента                                | Србија                                                | 3 : 3                                                 | Мађарска                                              |                                                       | [ 53 ]                                                |                                                       |
| 3.                                                    | 10. септембар 2019.                                   | Меморијални турнир „Стеван Вилотић Ћеле”              | Градски стадион, Суботица                             | Србија                                                | 2 : 0                                                 | Црна Гора                                             |                                                       | [ 54 ]                                                |                                                       |
| 4.                                                    | 8. октобар 2019.                                      | Квалификације за Европско првенство                   | Стадион Чукаричког, Баново брдо                       | Румунија                                              | 1 : 1                                                 | Србија                                                |                                                       | [ 55 ]                                                |                                                       |
| 5.                                                    | 11. октобар 2019.                                     | Квалификације за Европско првенство                   | Стадион у Горњој Вароши, Земун                        | Србија                                                | 8 : 0                                                 | Литванија                                             |                                                       | [ 56 ]                                                |                                                       |
| 6.                                                    | 14. октобар 2019.                                     | Квалификације за Европско првенство                   | Кућа фудбала, Стара Пазова                            | Србија                                                | 0 : 4                                                 | Шпанија                                               |                                                       | [ 57 ]                                                |                                                       |
| 6                                                     | Укупан број утакмица и постигнутих погодака           | Укупан број утакмица и постигнутих погодака           | Укупан број утакмица и постигнутих погодака           | Укупан број утакмица и постигнутих погодака           | Укупан број утакмица и постигнутих погодака           | Укупан број утакмица и постигнутих погодака           | Укупан број утакмица и постигнутих погодака           | 0                                                     |                                                       |

| Репрезентација Србије у узрасту до 20 година старости | Репрезентација Србије у узрасту до 20 година старости | Репрезентација Србије у узрасту до 20 година старости | Репрезентација Србије у узрасту до 20 година старости | Репрезентација Србије у узрасту до 20 година старости | Репрезентација Србије у узрасту до 20 година старости | Репрезентација Србије у узрасту до 20 година старости | Репрезентација Србије у узрасту до 20 година старости | Репрезентација Србије у узрасту до 20 година старости | Репрезентација Србије у узрасту до 20 година старости |
| #                                                     | Датум                                                 | Такмичење                                             | Локација                                              | Домаћин                                               | Резултат                                              | Гост                                                  | Гол                                                   | Реф.                                                  |                                                       |
| ----------------------------------------------------- | ----------------------------------------------------- | ----------------------------------------------------- | ----------------------------------------------------- | ----------------------------------------------------- | ----------------------------------------------------- | ----------------------------------------------------- | ----------------------------------------------------- | ----------------------------------------------------- | ----------------------------------------------------- |
| 1.                                                    | 6. септембар 2021.                                    | Пријатељска утакмица                                  | Стадион Теофило Патини, Кастел ди Сангро              | Италија                                               | 0 : 1                                                 | Србија                                                |                                                       | [ 34 ]                                                |                                                       |
| 1                                                     | Укупан број утакмица и постигнутих погодака           | Укупан број утакмица и постигнутих погодака           | Укупан број утакмица и постигнутих погодака           | Укупан број утакмица и постигнутих погодака           | Укупан број утакмица и постигнутих погодака           | Укупан број утакмица и постигнутих погодака           | 0                                                     |                                                       |                                                       |

## Трофеји, награде и признања

### Појединачно
- Играч кола у Суперлиги Србије (децембар 2023)[36]